# Morne de la Grande Montagne
Le morne de la Grande Montagne est le point culminant de l'archipel de Saint-Pierre-et-Miquelon.

## Toponymie
Dans certaines anciennes colonies françaises, un « morne » est le nom donné à une petite montagne. Vieilli, le terme demeure dans le nom de différents sommets de l'archipel.

## Géographie
Le morne de la Grande Montagne est situé au centre de la presqu'île de Grande Miquelon, la partie nord de l'île de Miquelon. Administrativement, il se trouve sur la commune de Miquelon-Langlade. Avec 240 m d'altitude, il s'agit du point culminant de l'archipel.
Le morne fait partie d'une petite chaîne de collines, qui se poursuit au sud-ouest avec le morne du Noroit de l'Étang aux Outardes, et au nord-est avec le Grand morne à Sylvain.